# 朝日町環境ふれあい施設 らくち〜の
朝日町環境ふれあい施設 らくち～の（あさひまちかんきょうふれあいしせつ らくち～の）とは、富山県下新川郡朝日町舟川新35番地に所在する、入浴施設やプールなどを備えた複合施設である。管理運営は第3セクターのサンパルスが行う。

## 概要
入浴施設や温水プール、トレーニング室などを備えた複合施設である。鉄筋コンクリート一部木造2階建てで、延床面積は約4,210m2。温水プールと入浴施設は、隣接する新川広域圏事務組合の清掃センター『エコぽ～と』の余熱を利用している。この他、風力や太陽光発電によるクリーンエネルギーを利用している。
国のリーディングプロジェクト事業として整備され、2000年3月25日竣工、同年3月29日までの無料開放を経て、同年4月1日に営業を開始した。総事業費は約27億円。

## 施設諸元

### 1階『アクティブゾーン』
- プールゾーン

床の高さが調節できる25mのメインプールを始め、歩行浴プール、幼児プールを備える。
- トレーニング室[4]
- エアロビスタジオ[4]
- 図書・情報コーナー[4]
- 多目的プラザ（視聴覚室）[4]

### 2階『リフレッシュゾーン』
- 温浴ゾーン

縄文の湯とヒスイの湯がある。内風呂2つ、ジャグジー、露天風呂、サウナを完備。
- 大広間[6]
- リラクゼーションルーム[6]
- 和室[6]

## アクセス
あいの風とやま鉄道線泊駅から車で6分。

## 周辺
- 舟川べり[5]
- 新川広域圏事務組合の清掃センター『エコぽ～と』[2]